# Trochosa menglaensis
Trochosa menglaensis is een spinnensoort in de taxonomische indeling van de wolfspinnen (Lycosidae).
Het dier behoort tot het geslacht Trochosa. De wetenschappelijke naam van de soort werd voor het eerst geldig gepubliceerd in 1995 door Chang-Min Yin, Bao & Jia-Fu Wang.